# Tripel

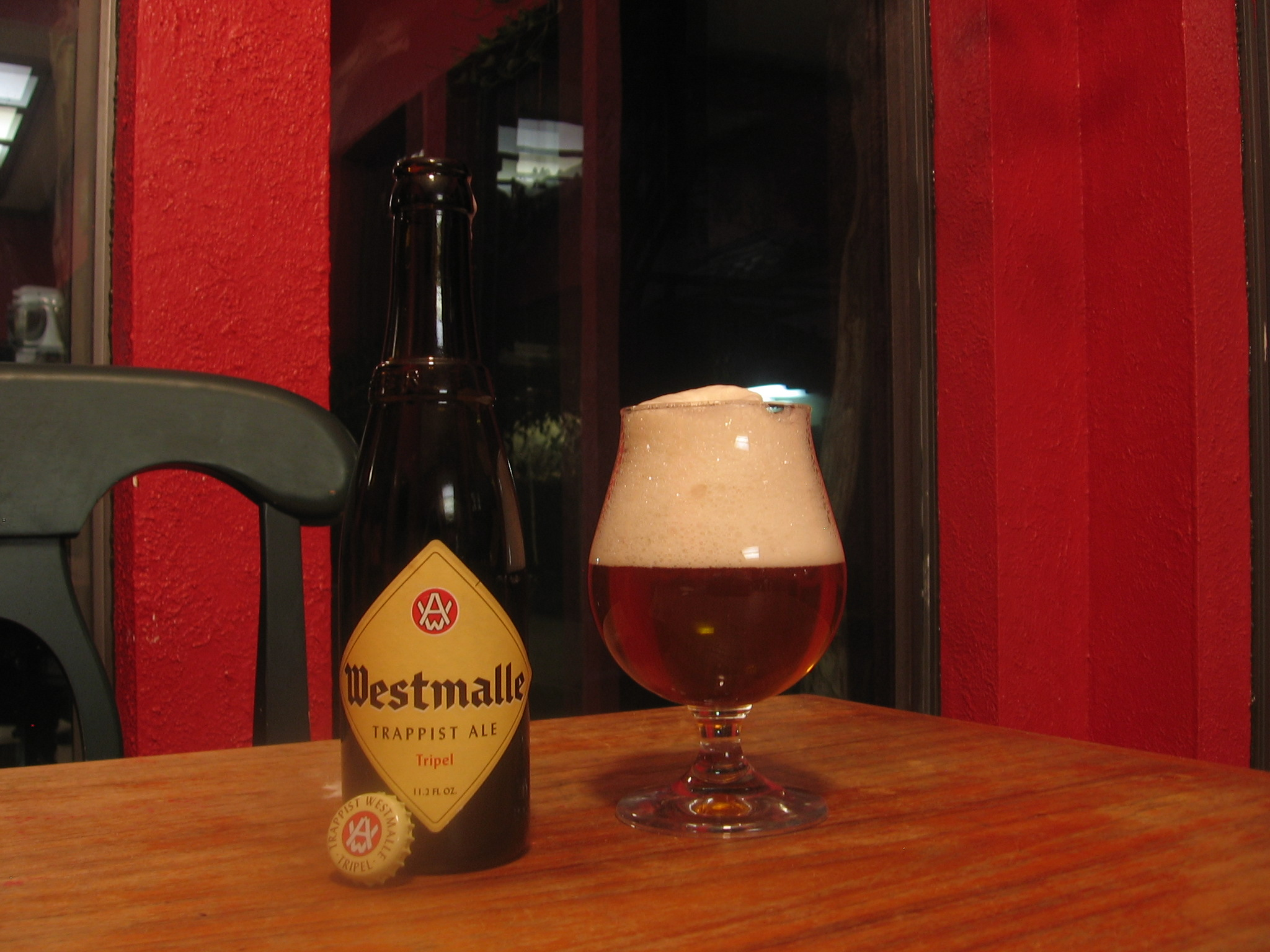
Tripel van het merk Westmalle

Tripel is een zwaar bovengistend bier, met een hergisting op fles. De kleur varieert tussen blond en amber. Het heeft meestal een sterke moutige of hopbittere smaak.
Tripel heeft een alcoholpercentage van 7 tot 10%. Het hoge percentage komt niet noodzakelijkerwijs uit de hoeveelheid graan; er wordt eventueel suiker (in de vorm van glucose) toegevoegd om het hoge alcoholpercentage te bereiken. Kenmerkend voor een tripel is ook vaak een hoger koolzuurgehalte.
De oorsprong van de term is onbekend, hoewel de belangrijkste theorie is dat die op de een of andere manier de kracht van het bier aangeeft. De naam werd in 1956 gebruikt door de Trappistenbrouwerij in Westmalle om haar sterkste bier een naam te geven, hoewel zowel de term tripel als het soort bier (sterke Pale Ale) al voor 1956 bestonden. De Westmalle-Tripel werd met de naam op grote schaal gekopieerd door de brouwerijen van België, en in 1987 breidde een andere Trappistenbrouwerij, de Koningshoeven in Nederland, haar assortiment uit met het bier 'La Trappe Tripel'. Later waaide deze benaming over naar de Verenigde Staten en andere landen, en zij wordt nu gebruikt door een reeks van seculiere brouwers voor een sterke Pale Ale in de stijl van Westmalle-Tripel.